# SLC-6
SLC-6 (англ. Space Launch Complex 6, буквально Космический пусковой комплекс-6) — стартовый комплекс, расположенный на территории базы ВВС США Ванденберг в штате Калифорния.
Изначально предполагалось использование комплекса SLC-6 для запуска ракеты-носителя Титан-3 по программе Manned Orbiting Laboratory (MOL), однако в 1969 году программа была отменена до завершения постройки комплекса. Во второй половине 80-х годов стартовый комплекс был переоборудован для запуска Спейс Шаттлов на полярные орбиты, но также не был использован по назначению.
Во второй половине 90-х годов комплекс использовался для четырёх запусков легкой ракеты-носителя Афина.
С 2006 года стартовый комплекс SLC-6 используется для запуска ракеты-носителя Дельта IV.
28 июня 2006 года со стартового комплекса состоялся первый запуск ракеты-носителя Дельта IV.
20 января 2011 года был произведён первый запуск со стартового комплекса ракеты-носителя Дельта IV Heavy.
Сейчас планируется использование стартового комплекса для ракет Falcon 9 и Falcon heavy

## Текущее использование

### Оборудование площадки
На площадке установлена MST (англ. Mobile Service Tower - Мобильная Обслуживающая Башня), высотой более 100 метров, которая обеспечивает доступ для обслуживания ракеты-носителя и защиту от погодных условий. Наверху башни установлен кран, который позволяет присоединять полезную нагрузку и твердотопливные ускорители GEM-60 к ракете-носителю Дельта IV. Башня откатывается в сторону от ракеты-носителя за несколько часов до запуска.
Рядом со стартовый столом расположена FUT (англ. Fixed Umbilical Tower - Неподвижная Центральная Башня), которая имеет две подвижные руки. Эти руки предназначены для обеспечения функций технической поддержки. Эти качающиеся руки убираются во время старта для того, чтобы избежать повреждения оборудования. На верхушке башни установлена защитная мачта с громоотводом.
Дельта IV закреплена на стартовом столе посредством LMU (англ. Launch Mate Unit - Стартовое Зацепляющее Устройство), которое удерживает ракету-носитель и отсоединяется при старте. Под стартовым столом расположен огневод, который отводит ракетный выхлоп от ракеты и оборудования при старте.
Ангар горизонтальной сборки HIF (англ. Horizontal Integration Facility), площадью более 9000 м2 и с высотой семиэтажного здания, расположен на некотором расстоянии от площадки. Это большое здание, в котором проходит соединение блоков первой ступени Дельта IV, второй ступени и их проверку до того, как они перемещаются на стартовую площадку. Горизонтальная сборка ракеты-носителя Дельта IV похожа на сборку ракеты-носителя Союз, которые также собираются горизонтально, в отличие от Спейс Шаттла и Сатурн V, которые собирались и транспортировались к стартовой площадке в вертикальном положении.

Перемещение Дельта IV от горизонтального сборочного ангара до стартового стола и установка ракеты-носителя на стартовый стол осуществляется с помощью EPT (англ. Elevating Platform Transporter - Поднимающий Платформу Транспортер). Эти колесные машины могут быть как дизельными, так и электрическими. Дизельные транспортёры используются для перемещения до стартовой площадки от HIF, в то время как электрические применяются на стартовой площадке по причине необходимой точности движения в последнем случае.

## История запусков
| №  | Дата (UTC)       | Ракета- носитель | Полезная нагрузка  | Результат |
| -- | ---------------- | ---------------- | ------------------ | --------- |
| 1  | 15 августа 1995  | Афина-1          | GemStar 1          | Неудача   |
| 2  | 23 августа 1997  | Афина-1          | Lewis              | Успех     |
| 3  | 27 апреля 1999   | Афина-2          | IKONOS 1           | Неудача   |
| 4  | 24 сентября 1999 | Афина-2          | IKONOS 2           | Успех     |
| 5  | 28 июня 2006     | Дельта-4M+ (4,2) | USA-184 (NROL-22)  | Успех     |
| 6  | 4 ноября 2006    | Дельта-4M        | DMSP F17 (USA-192) | Успех     |
| 7  | 20 января 2011   | Дельта-4 Heavy   | USA-224 (NROL-49)  | Успех     |
| 8  | 3 апреля 2012    | Дельта-4M+ (5,2) | USA-234 (NROL-25)  | Успех     |
| 9  | 28 августа 2013  | Дельта-4 Heavy   | USA-245 (NROL-65)  | Успех     |
| 10 | 10 февраля 2016  | Дельта-4M+ (5,2) | USA-267 (NROL-45)  | Успех     |
| 11 | 12 января 2018   | Дельта-4M+ (5,2) | USA-281 (NROL-47)  | Успех     |
| 12 | 19 января 2019   | Дельта-4 Heavy   | USA-290 (NROL-71)  | Успех     |
| 13 | 26 апреля 2021   | Дельта-4 Heavy   | USA-314 (NROL-82)  | Успех     |

## Фотогалерея
- Стартовая площадка SLC-6 со Спейс Шаттлом на стартовом столе (март 1985 года).
- Спейс Шаттл на стартовой площадке.
- Дельта IV Medium+ (5,2) на стартовой площадке перед запуском NROL-25.
- Запуск Дельта IV Heavy со спутником NROL-65.